# Lista de episódios de Famous in Love
A seguir se apresenta a lista de episódios de Famous in Love uma série dramática transmitida no canal de televisão Freeform nos Estados Unidos. A série é baseada na obra de mesmo nome escrita por Rebecca Serle, adaptada por I. Marlene King e estrelada por Bella Thorne a série estreiou no dia 18 de abril de 2017.

## Resumo
| Temporada | Temporada | Episódios | Episódios | Originalmente exibido | Originalmente exibido |
| Temporada | Temporada | Episódios | Episódios | Estreia da temporada  | Final da temporada    |
| --------- | --------- | --------- | --------- | --------------------- | --------------------- |
|           | 1         | 10        | 10        | 18 de abril de 2017   | 13 de junho de 2017   |
|           | 2         | 10        | 10        | 4 de abril de 2018    | 30 de maio de 2018    |

## Episódios

### 1ª temporada (2017)
| N.º na série | N.º na temp. | Título                 | Dirigido por                   | Escrito por                         | Exibição original    | Audiência (milhões) |
| ------------ | ------------ | ---------------------- | ------------------------------ | ----------------------------------- | -------------------- | ------------------- |
| 1            | 1            | "Pilot"                | Miguel Arteta Tawnia McKiernan | I. Marlene King e Rebecca Serle     | 18 de abril de 2017  | 0.65                |
| 2            | 2            | "A Star Is Torn"       | Norman Buckley                 | I. Marlene King & Christopher Fife  | 4 de janeiro de 2017 | 0.39                |
| 3            | 3            | "Not So Easy A"        | Michael Goi                    | Tawnya Bhattacharya & Ali Laventhol | 2 de maio de 2017    | 0.30                |
| 4            | 4            | "Prelude to a Diss"    | Mary Lou Belli                 | Rebecca Serle                       | 9 de maio de 2017    | 0.28                |
| 5            | 5            | "Some Luke It Not"     | Tanya Hamilton                 | William H. Brown                    | 16 de maio de 2017   | 0.21                |
| 6            | 6            | "Found in Translation" | Ron Lagomarsino                | Kateland Brown                      | 23 de maio de 2017   | 0.26                |
| 7            | 7            | "Secrets & Pies"       | Roger Kumple                   | Miguel Ian Raya                     | 30 de maio de 2017   | 0.29                |
| 8            | 8            | "Crazy Scripted Love"  | Geary McLeod                   | Tawnya Bhattacharya & Ali Laventhol | 6 de junho de 2017   | 0.33                |
| 9            | 9            | "Fifty Shades of Red"  | Susanna Fogel                  | Christopher Fife & William H. Brown | 13 de junho de 2017  | 0.36                |
| 10           | 10           | "Leaving Los Angeles"  | Elizabeth Allen Rosenbaum      | Melissa Carter                      | 13 de junho de 2017  | 0.23                |

### 2ª temporada (2018)
| N.º na série | N.º na temp. | Título                                  | Dirigido por      | Escrito por                         | Exibição original   | Audiência (milhões) |
| ------------ | ------------ | --------------------------------------- | ----------------- | ----------------------------------- | ------------------- | ------------------- |
| 11           | 1            | "The Players"                           | Roger Kumble      | I. Marlene King                     | 4 de abril de 2018  | 0.29                |
| 12           | 2            | "La La Locked"                          | Roger Kumble      | Melissa Carter                      | 4 de abril de 2018  | 0.19                |
| 13           | 3            | "Totes on a Scandal"                    | Ron Lagomarsino   | Tawnya Bhattacharya & Ali Laventhol | 11 de abril de 2018 | 0.26                |
| 14           | 4            | "The Kids Aren't All Right"             | Geary McLeod      | Bryan M. Holdman                    | 18 de abril de 2018 | 0.21                |
| 15           | 5            | "Reality Bites Back"                    | Paula Hunziker    | John Webb & Garth Mueller           | 25 de abril de 2018 | 0.26                |
| 16           | 6            | "The Goodbye Boy"                       | Melanie Mayron    | Kateland Brown                      | 2 de maio de 2018   | 0.25                |
| 17           | 7            | "Guess Who's (Not) Coming to Sundance?" | Troian Bellisario | Bryan M. Holdman                    | 9 de maio de 2018   | 0.32                |
| 18           | 8            | "Look Who's Stalking"                   | Anna Mastro       | Tawnya Bhattacharya & Ali Laventhol | 16 de maio de 2018  | 0.24                |
| 19           | 9            | "Full Mental Jacket"                    | Norman Buckley    | Kateland Brown                      | 23 de maio de 2018  | 0.30                |
| 20           | 10           | "The Good, the Bad and the Crazy"       | Norman Buckley    | Melissa Carter                      | 30 de maio de 2018  | 0.22                |